# Воздушный бой над Офирой
Воздушный бой над Офирой (ивр. קרב האוויר שדה אופיר‎, араб. معركة شرم الشيخ الجوية‎, англ. Ofira Air Battle) — воздушный бой, произошедший 6 октября 1973 года, в ходе Войны Судного дня. 2 самолёта F-4 Phantom II Армии обороны Израиля разгромили превосходящие их в численности звено самолётов Египта, по израильским данным состоящее из 28 самолётов МиГ-17 и МиГ-21 (или 26 по египетским). К концу короткого шестиминутного боя 7 или 4 МиГа были сбиты. Остальные МиГи и израильские Фантомы возвратились на свои аэродромы.
Все четыре члена экипажей (два пилота и два штурмана) за этот бой награждены медалями «За отличие».

## Предпосылки
Летом 1973 года рейс Ливийских Арабских Авиалиний № 114 нарушил воздушную границу и залетел на территорию Синайского полуострова. Он был перехвачен израильскими ВВС и получил приказ о приземлении, но отказался и был впоследствии сбит. Командование Армии обороны Израиля опасалось, что это может привести к мести в отношении самолётов Эль-Аль, летающих в Южную Африку и обратно.
Поэтому было принято решение разместить на Синайском полуострове несколько самолётов-перехватчиков и радарную базу в районе Офира, недалеко от Шарм-эш-Шейха.
Два самолёта F-4 Phantom II Армии обороны Израиля из 107 эскадрильи находились на аэродроме Офира во время Йом-Кипур 6 октября 1973 года, когда началась война. Экипажи состояли из четырёх человек: пилот Амир Нахуми, штурман Йоси Явин, пилот Даниэль Шаки, штурман Давид Регев, все они были относительно неопытны на то время.
В 9:00 утра было передано предупреждение о возможной тревоге. В 13:50 прозвучали сирены тревоги. На радаре были замечены несколько приближающихся низколетящих объектов, но никаких выводов командованием не было сделано. Так и не дождавшись команды на взлёт, Нахуми приказал техникам подготовить машины к взлёту и принял решение вылетать. Шаки последовал за ним.
Позже Нахуми так описывал эти события:

Я принял решение взлетать, а уже через несколько секунд после взлёта взлетно-посадочная полоса была разбомблена. Если бы мы ещё немного подождали, то мы не смогли бы взлететь. Мы увидели несколько звеньев самолётов МиГ-17 и МиГ-21.
Оригинальный текст (англ.)I decided to take off, and seconds later the runway was bombed. Had we waited any longer we would have been unable to do so. There were seven four-ship formations of MiG-17s and MiG-21s.

## Воздушный бой

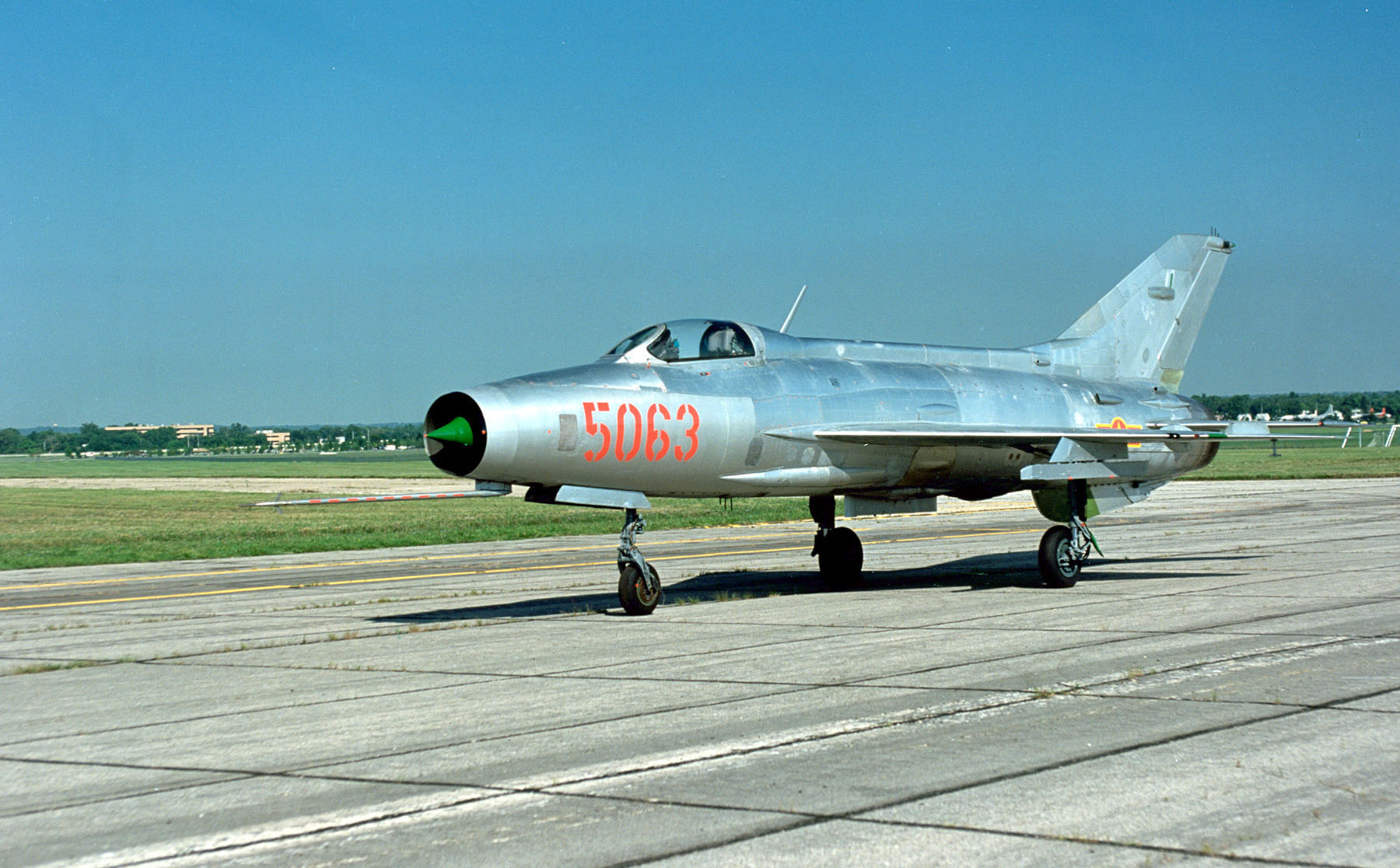
МиГ-21

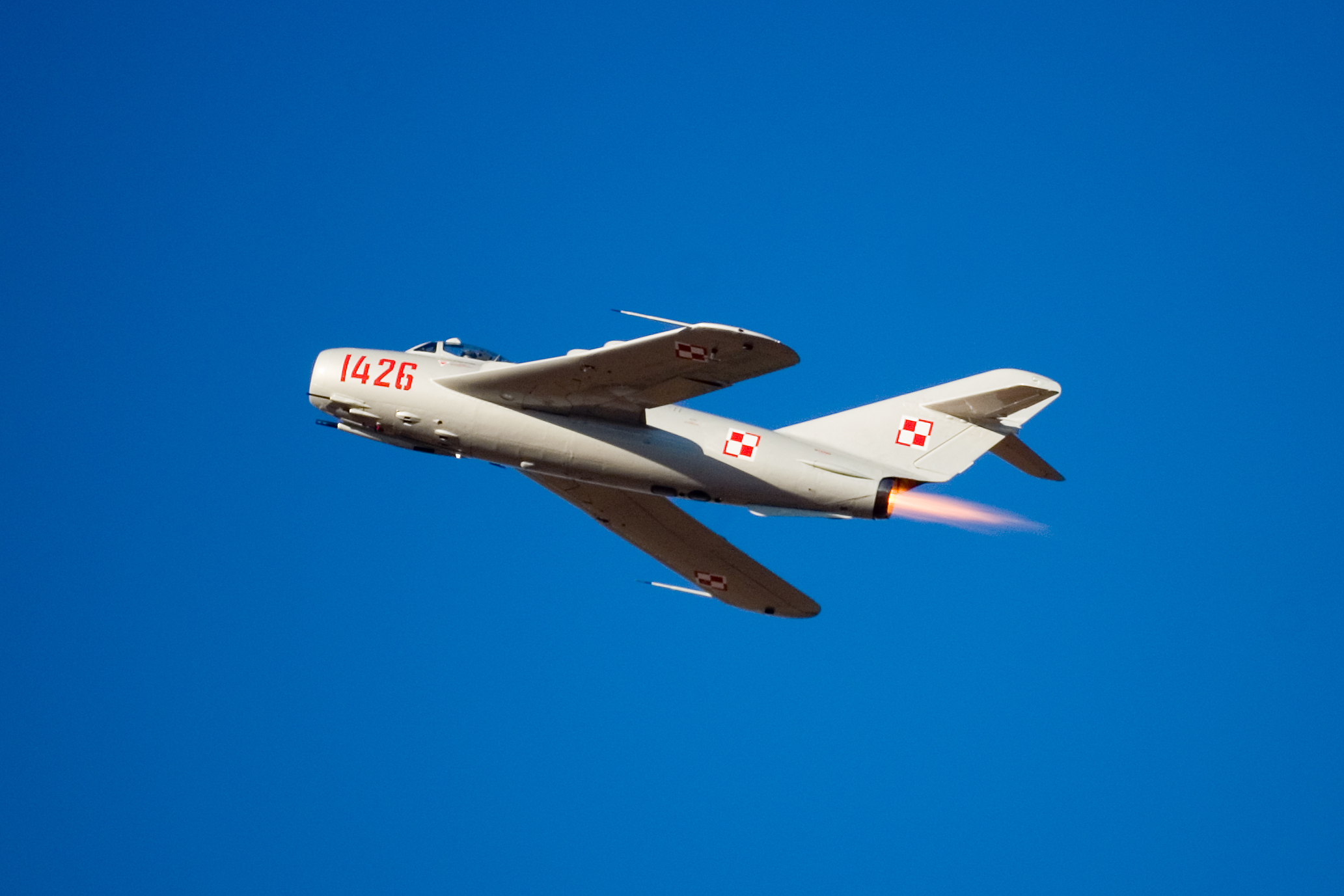
МиГ-17

Бой проходил на очень малых высотах и в очень сложных условиях. Бой длился около 6 минут и закончился до прибытия четырёх израильских самолётов «Мираж», присланных командованием на помощь.
Вскоре после взлёта израильских Фантомов МиГи начали бомбить взлётно-посадочные полосы. Нахуми приказал Шаки сбросить съёмные топливные баки и двигаться в сторону западной части базы, тогда как сам направился на восток.
Первый МиГ Нахуми сбил почти сразу, выпустив по нему ракету воздух-воздух AIM-9 Sidewinder. После этого он вернулся к авиабазе и попытался помешать двум МиГам бомбить её, пересекая их курс. Это помогло, и МиГи, набрав высоту, улетели в сторону египетских позиций.
В это время расположенный на авиабазе зенитно-ракетный комплекс MIM-23 Хок открыл огонь по египетским самолётам, и двум МиГам пришлось снизиться и заняться его уничтожением. Один из этих самолётов Нахуми и сбил из скорострельной пушки M61 Vulcan, второй успел увернуться и покинуть поле боя.
Шаки тем временем сбил 3 самолёта и искал четвёртый, когда на него напали несколько МиГ-21. Нахуми пришёл к нему на помощь и совместными усилиями они отбили атаку, в ходе которой Нахуми сбил один МиГ управляемой ракетой, а второй прицельным огнём пушки. Оставшиеся МиГи улетели в направлении гор. И у Нахуми, и у Шаки подошло к концу горючее, и они решили не гнаться за врагом, а искать возможность приземлиться.
Потери, признанные египтянами:
- Мохаммед эль-Шейх Собхи, — МиГ-21Ф-13 42-й аэ 104-й иабр, потерян до взлёта «Фантомов»;
- Хассан Мухаммед Сайед Ахмед, — МиГ-17Ф 89-й аэ 306-й ибабр, потерян до взлёта «Фантомов»;
- Хани Кассаб Мохаммед — МиГ-17Ф 89-й аэ 306-й ибабр;
- Мохаммед Фикри Абд эль-Фаттах — МиГ-17Ф 89-й аэ 306-й ибабр;
- Мохамед Камаль Мохамед Сайед Ахмед Нур — МиГ-17Ф 89-й аэ 306-й ибабр;
- Джамиль Исмаил Радуан — МиГ-17Ф 89-й аэ 306-й ибабр;

Таким образом, по египетским данным, «Фантомы» могут претендовать только на 4 сбитых МиГ-17Ф 89-й эскадрильи.

## Последствия
Нахуми и Шеки проконсультировались с диспетчерами и решили совершить посадку на запасной взлётно-посадочной полосе, которая была очень короткой, но менее повреждённой. После того, как они успешно приземлились, они начали подготовку своих самолётов к следующему египетскому нападению, которое так и не было осуществлено. Все лётчики позже получили медаль «За отличие» за свои действия во время этого боя.
«Некоторых успехов удалось добиться и египетским лётчикам»: МиГ-17 смогли поразить РЛС и командный пост ЗРК «Хок» в районе Мерса Умм Морейха. МиГ-21 добились не менее трёх попаданий в ВПП аэродрома и вывели из строя антенну коммуникационного центра в Шарм эль-Мая, что спровоцировало танковый бой между израильтянами. «Вечером этого же дня египетским Ту-16 удалось уничтожить обзорную РЛС на горе „Цафра“, полностью ослепив израильтян на юге Синая. В результате никаких значительных операций в Красном море, южнее Синайского полуострова, израильские вооружённые силы не проводили».